# Agrias xanthippus
Agrias xanthippus är en fjärilsart som beskrevs av Otto Staudinger 1886. Agrias xanthippus ingår i släktet Agrias och familjen praktfjärilar. Inga underarter finns listade i Catalogue of Life.